# Snohomish (Washington)
Snohomish es una ciudad ubicada en el condado de Snohomish en el estado estadounidense de Washington. En el año 2000 tenía una población de 9.220 habitantes y una densidad poblacional de 1.301,4 personas por km².

## Geografía
Snohomish se encuentra ubicada en las coordenadas 47°55′9″N 122°5′28″O / 47.91917, -122.09111.

## Demografía
Según la Oficina del Censo en 2000 los ingresos medios por hogar en la localidad eran de $46.396, y los ingresos medios por familia eran $61.034. Los hombres tenían unos ingresos medios de $40.463 frente a los $33.929 para las mujeres. La renta per cápita para la localidad era de $20.917. Alrededor del 7,2% de la población estaban por debajo del umbral de pobreza.